# Dolly Montoya Castaño
Dolly Montoya Castaño (Pereira, 26 de mayo de 1948) es una docente universitaria y científica colombiana. Se desempeñó como rectora de la Universidad Nacional de Colombia para el periodo 2018 – 2021 y reelegida para el periodo 2021 –  2024,  además de destacarse por promover la investigación al servicio de las comunidades más vulnerables del país desde el Instituto de Biotecnología (IBUN), del que fue una de sus principales gestoras y cuya dirección estuvo a su cargo entre 1987 y 1995. Fue la primera mujer que ocupa el cargo de rectora en dicha institución académica.

## Formación académica
Dolly Montoya Castaño es química farmacéutica de la Universidad Nacional de Colombia (1977), con maestría en Ciencias Biomédicas Básicas de la Universidad Nacional Autónoma de México y título de Ph. D. en Ciencias Naturales de la Universidad Técnica de Múnich. Su tesis «Anaerobic, Solvent-Producing Bacteria: Molecular Characterisation, Polysaccharolytic Activity and Agro-Industrial Waste Degradation», fue reconocida con mención magna cum laude.
En 1990 realizó una estancia posdoctoral para investigar sobre la genética de Clostridium acetobutylicum en el Medical College de Nueva York, seguida de un curso sobre innovación tecnológica en el Instituto para la Investigación, Innovación y Gestión de Tecnología de la Universidad de Múnich (1996).
Entre 2011 y 2012 realizó una estancia posdoctoral sobre Investigación de políticas de ciencia y tecnología en la Unidad de Investigación de Políticas Científicas (SPRU) de la Universidad de Sussex..
Además de dirigir el IBUN, fue vicerrectora de Investigación de la Universidad Nacional de Colombia entre 2014 y 2016. También presidió la Corporación para el Desarrollo Industrial de la Biotecnología (CORPODIB) de 1994 a 2002.
Por su trayectoria académica y científica, Montoya ha recibido varios reconocimientos, entre los que destacan la Medalla al Mejor Desempeño Académico Gabino Barreda de la Universidad Autónoma de México (1983), Mujer de éxito en Colombia (2010), Premio al Mérito Científico (condecoración «Samper Martínez») del Instituto Nacional de Salud (2017) y la condecoración Orden Cruz de los Fundadores, otorgada por la Alcaldía de Pereira (2018).

## Biografía

### Primeros años y estudios
Sus primeros años transcurren en Florencia (Caquetá), población amazónica a la que llega desplazada con su familia, debido a la violencia bipartidista desatada en los años cincuenta, y en la que cursa estudios de preescolar y primero de primaria con las monjas misioneras de la Consolata.
Posteriormente se traslada a Popayán, ciudad en la que comienza a destacarse por su liderazgo, además de integrar el Club Literario y deportivo. Años más tarde presidirá la Unión Pereira Estudiantil y continuará sus estudios de educación media en el Gimnasio Pereira, donde se consolida su interés por el estudio de las ciencias gracias al laboratorio de Química de la institución, considerado toda una novedad para la época.
El ingreso a la Universidad Nacional de Colombia a comienzos de los años 70 se convierte en un sueño cumplido que le permite ampliar sus horizontes, así como involucrarse de lleno en actividades culturales, además de hacer parte activa de los círculos de ciencias económicas y sociología.

#### Trayectoria académica
Una vez concluye el pregrado (1977) se vincula a la industria farmacéutica, pero luego de cuatro años decide que le interesa más la academia y la docencia, así que el 2 de septiembre de 1982 se vincula a la Universidad Nacional de Colombia en calidad de profesora, para continuar con sus proyectos de investigación y consolidar un grupo inicial de 17 profesores de las áreas de Ingeniería, Ciencias, Agronomía y Medicina para trabajar en el campo de la biotecnología, considerado un área muy novedosa para la investigación en el país.
En 1987 hace parte del grupo fundador del Instituto de Biotecnología de la Universidad Nacional de Colombia (IBUN), cuya dirección ocupó durante 17 años con particular énfasis en el fortalecimiento de la innovación social y tecnológica, a partir de alianzas estratégicas entre la Universidad, empresa privada y el Estado, con el fin de beneficiar a las comunidades más vulnerables y apartadas del país.
Gracias a la formación y consolidación del Grupo de Biotecnología, el IBUN cuenta con planes de desarrollo quinquenales que le permiten consolidar 16 grupos de investigación en biotecnología Agrícola, Salud y Bioprocesos.
Como resultado de esa experiencia, se ha logrado mejorar la producción de múltiples cultivos en el país, entre los que destacan ñame, papa, frutales y hortalizas, caucho y arroz, así como el diseño y puesta en funcionamiento de la primera empresa spin-off con carácter eco-innovador en Biotecnología del país: Biocultivos S.A., que se ha logrado consolidar como una planta para generar bioinsumos.
Como líder del Grupo de Bioprocesos y Bioprospección, la profesora ha gestionado recursos en el país y el exterior, a partir de los cuales se han realizado más de 50 proyectos de investigación, creación de grupos interdisciplinarios e interfacultades, así como la consolidación de infraestructura, gracias a la construcción y montaje de 13 laboratorios de investigación y tres plantas piloto con el apoyo de la empresa privada.
A lo largo de su amplia trayectoria como docente, ha tenido a su cargo la dirección en la investigación de 64 estudiantes de pregrado, 26 de Maestría y 9 de Doctorado, cuatro de ellos ya graduados.
Montoya también ha sido artífice de la primera maestría interfacultades en Microbiología con que cuenta la Universidad Nacional de Colombia, además de promover el doctorado Interfacultades en Biotecnología, en el marco del Programa ICFES - BID para el establecimiento de los programas de postgrado.
Entre 2004 y 2005 se desempeñó como directora académica de la sede Bogotá, así como vicerrectora de Investigación durante el periodo 2014 - 2016, cargo en el que articuló y fortaleció el Sistema de Investigación de la Universidad, además de liderar la estrategia para conformar la Escuela Permanente de Pensamiento Universitario con sus Centros de Pensamiento, redes y cátedras, UNAL Innova, y la alianza con el Instituto Max Planck.
A partir de 2000 asumió como editora de la Revista Colombiana de Biotecnología, además de publicar tres libros y 62 artículos de investigación en revistas científicas indexadas. Ha sido representante de los institutos interfacultades (hoy de sede) en el Consejo de la Sede Bogotá a lo largo de nueve años.

##### Rectoría 2018 - 2021
Dolly Montoya Castaño fue elegida para ocupar el cargo de rectora de la Universidad Nacional de Colombia para el periodo 2018 – 2021, y es la primera mujer obtener esta designación en 150 años de historia de la Universidad, hecho que es considerado un hito en la historia del país, así como un merecido reconocimiento a su liderazgo y a la gran cantidad de mujeres que a lo largo de la historia se han destacado en los distintos campos del conocimiento, las ciencias, la cultura y las artes.
Como institución contemporánea que actúa entre la tradición y el cambio, el liderazgo de Montoya ha permitido que la Universidad Nacional de Colombia se encamine hacia la conformación de una comunidad dinamizadora de procesos para el desarrollo, con énfasis en la reconciliación y la paz.
Luego de las movilizaciones protagonizadas por diferentes sectores sociales y estudiantiles durante 2018 y 2019, la Universidad ha organizado una serie de cátedras para analizar las diversas problemáticas del país con participación de un amplio grupo de expertos, seguida de la presentación de propuestas para los problemas que tiene el país, bajo el lema de una Universidad viva, activa, solidaria y sostenible.
Con el fin de evitar la masiva deserción de estudiantes como consecuencia de la crisis generada por la pandemia, la Universidad garantizó derechos de matrícula cero al 63 % de los estudiantes de pregrado y un descuento del 20 % en las matrículas de posgrados.
De igual manera se flexibilizó el pago de matrícula y se entregaron cerca de 16.000 apoyos a los estudiantes con condiciones de mayor vulnerabilidad, con el fin de cubrir gastos de alojamiento, transporte, alimentación, equipos de conectividad, planes de internet y giros directos de dinero.
El Programa de Transformación Digital ha permitido hacer frente a la crisis generada por la pandemia, a partir de más de 5.000 reuniones virtuales diarias, gracias a las cuales el número de usuarios pasó de 15 000 a 82 000 y el de los cursos virtuales de 800 a 5.000.
En 2019 es nombrada presidenta de la Unión de Universidades de América Latina y el Caribe (Udual), con participación de más de 200 instituciones académicas en América Latina y el Caribe, que ha permitido fortalecer el proceso de internacionalización, a partir de una agenda que busca consolidar la autonomía universitaria, la identidad latinoamericana, el desarrollo de un modelo basado en la Bioeconomía capaz de llegar a las distintas regiones y territorios, así como la conservación del Medio Ambiente.
El cambio cultural y organizacional permitirá que la Universidad tenga un carácter mucho más incluyente, equitativo y democrático, a partir del cual se construyan relaciones horizontales y dinámicas entre los miembros de la comunidad universitaria y el conjunto de la nación.
Durante su gestión, la Universidad continuó liderando el Sistema Nacional de Educación, mientras que la puesta en marcha de un nuevo Centro de Pensamiento para la Educación Superior permitió consolidar el Proyecto Cultural y Colectivo de Nación, a la par de armonizar las funciones misionales de científicos y profesionales íntegros capaces de construir ética ciudadana, junto con valores de probidad y transparencia que sirvan de base para la construcción de liderazgos colectivos.